# Rüeggisberg
Rüeggisberg är en ort och kommun i distriktet Bern-Mittelland i kantonen Bern, Schweiz. Kommunen har 1 789 invånare (2023).
Kommunens större byar är Rüeggisberg, Oberbütschel, Niederbütschel, Hinterfultigen, Vorderfultigen, Helgisried och Rohrbach.

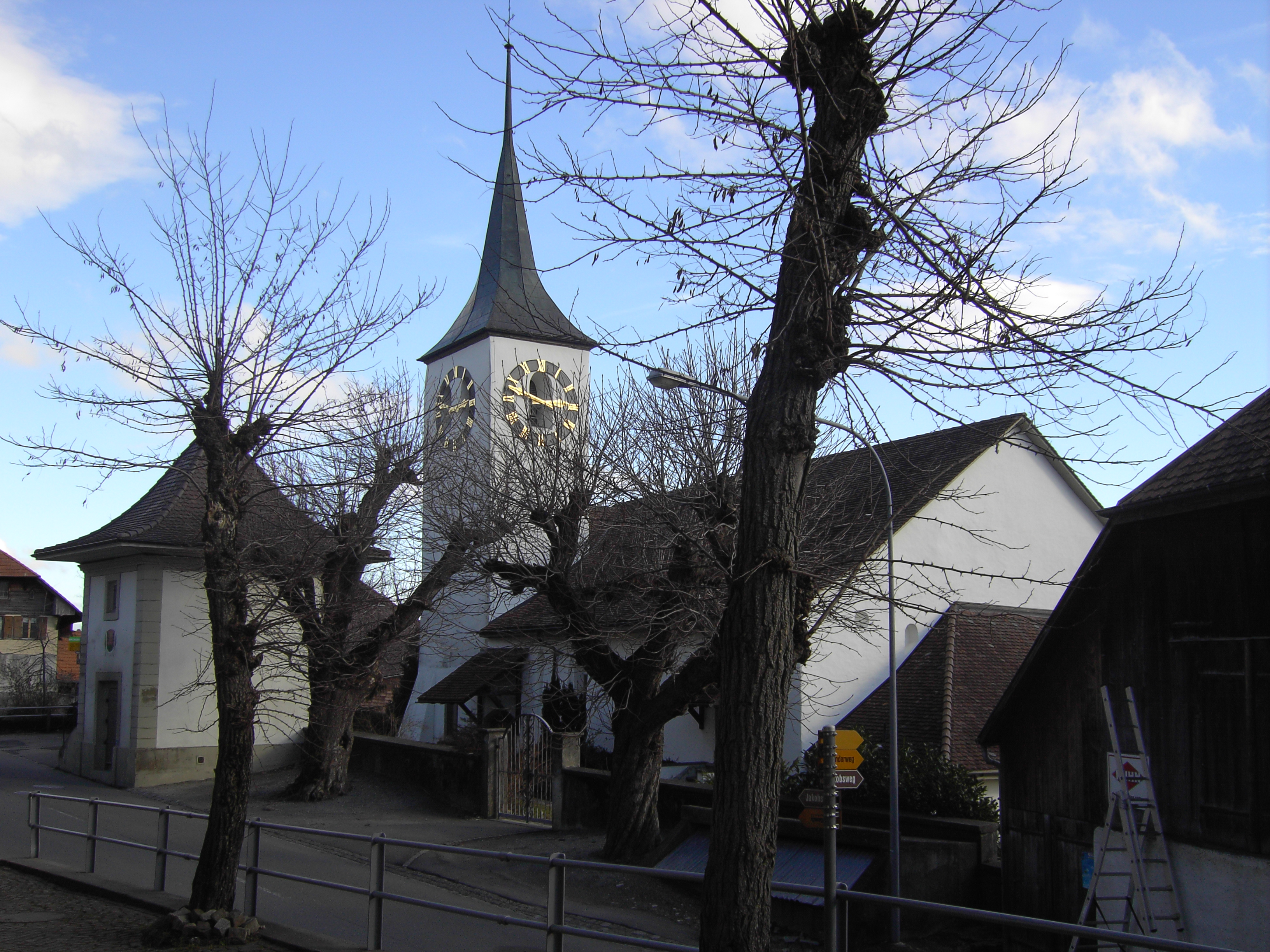
Reformert kyrka.